# Бојел
Бојел (фр. Boyelles) насеље је и општина у североисточној Француској у региону Север-Па д Кале, у департману Па де Кале која припада префектури Арас.
По подацима из 2011. године у општини је живело 297 становника, а густина насељености је износила 69,88 становника/km². Општина се простире на површини од 4,25 km². Налази се на средњој надморској висини од 79 метара (максималној 107 m, а минималној 70 m).

## Демографија
| 1962. | 1968. | 1975. | 1982. | 1990. | 1999. | 2011. |
| ----- | ----- | ----- | ----- | ----- | ----- | ----- |
| 176   | 188   | 160   | 247   | 246   | 234   | 297   |

График промене броја становника у току последњих година